# Le Fleckenbuch de Pfaffenhoffen
Le Fleckenbuch de Pfaffenhoffen (en français le Livre du bourg) est un document d'archives remontant au début du XVIe siècle, voire de la fin du XVe siècle. La langue utilisée par ses rédacteurs est le haut-allemand. Ce registre de 30 cm de hauteur sur 15 cm de largeur comporte 84 pages et est relié de cuir teinté à l'origine en rouge. Une dizaine d'écritures différentes ont été distinguées par les traducteurs contemporains et ont été numérotées de A à K. La partie la plus ancienne aurait été rédigée avant 1480, date du rattachement de Pfaffenhoffen au comté de Hanau-Lichtenberg. Mais la date la plus ancienne inscrite dans ce registre ne remonte qu'à l'an 1513, la mention la plus proche de nous étant une évocation d'un duel entre deux citoyens du lieu datée du mardi 17 avril 1838.

## Contenu
La partie la plus ancienne (écriture A, anonyme) s'étale sur les pages 1 à 8, 15, 25 à 39 et 54. Sur ces pages sont consignées certaines obligations réglementaires dévolues au maire et aux échevins de Pfaffenhoffen. Telles le contrôle des moulins, la présence à des processions religieuses, la perceptions de taxes sur les ventes de sel, la perception du cens sur différentes propriétés, la permission de construire près des remparts du bourg. De plus, il est rappelé que selon une ancienne coutume, les bourgeois de Pfaffenhoffen sont libres de quitter le bourg, avec femme et enfants, sans demander une permission seigneuriale. Sont ensuite consignées différentes règles concernant les pâtres et les porchers communaux, la vente du vin par les aubergistes, l'emprisonnement d'un bourgeois pour dettes, le nettoyage des détritus. La transformation des peaux, du lin et du chanvre, ainsi que leurs commercialisations. Les droits de pâture concernant les étrangers et les bouchers, l'interdiction pour les boulangers de cuire du pain le dimanche et les contrôles de sa qualité, la vente du sel, la vente du bétails, le mesurage du grain, la vente du poisson, la taxation des marchandises, les jours de la perception de la taille.
Certaines de ces règles ont ensuite été considérées comme obsolètes et barrées. Mais la majeure partie a été reconnue comme étant encore valide; la mention Bleibt étant portée en marge par l'écriture C. L'écriture C qui semble suivre chronologiquement l'écriture A a complété sur les pages 9 et 10 la liste des cens à percevoir, et sur les pages 23 et 24 a porté de  nouvelles prescriptions comme la perception de la dîme et l'élection annuelle du maire à la Saint André.
Johann Fleischbein, secrétaire du comté de Hanau, poursuit la rédaction du livre dans les années quarante du XVIe siècle (écriture E des pages 41 à 50 et pages 58 à 61). Il inscrit en septembre 1542 une ordonnance concernant les bouchers, amendée en décembre 1544, suivie en janvier 1545 par une ordonnance concernant les meuniers. Puis en 1546, par une ordonnance concernant la vente des harengs, les étalages les jours de marché et différentes obligations concernant les boulangers. Puis en septembre 1549 par une ordonnance concernant les emplacements les jours de marché.
L'écriture F (ou C1) date de cette même période (pages 51 à 53, 55 à 57 et 62 à 66). En 1543 et en 1579, sont règlementées différentes fonctions des maires et des échevins tant sur le plan économique que fiscal et les amendes déposées par le garde champêtre. Puis en 1544, on règlemente la taxation de la vente des clous.
Au XVIIe siècle, le Fleckenbuch a  été complété par Heinrich Philipps Romer (écriture B) sur les pages 11 à 13, pages 17 à 23, et pages 67, 68. En 1609, a été consignée une autorisation de construire un appentis près des remparts, au tonnelier Hans Wöber et en 1619, une autorisation rétroactive au boucher Georg Wolf et en 1610, une autorisation à Hans Friedrich Schäffer de transformer une étable en porcherie. En avril 1621, deux bornes délimitant le territoire communal avec celui de Ringeldorf ont été posées. En septembre 1621 est consigné un règlement concernant le moulin près d'Uberach. Puis en octobre 1624, un règlement concernant une tannerie. En octobre 1613, ont été inscrits différentes taxes de droits d'étalage les jours de marché. On trouve aussi son écriture sur la partie la plus ancienne du livre en tant qu'annotation supplétives, deux phrases en page 4 par exemple.
En fin de registre, les pages 69 à 84, s'éloignent de la règlementation du bourg et consignent pêle-mêle différents faits marquants des XVIe et XVIIIe siècles. Comme les travaux de réfections des remparts de l'année 1563 puis de l'année 1598. Le mandat du maire Wolff en 1624. Le pillage du bourg du 21 février 1569 par une armée de protestants français. Des faits de guerre en 1704, 1705, 1706 etc.

## Le personnel municipal évoqué dans le Fleckenbuch
| Période                                  | Période | Identité       | Étiquette | Qualité       |
| ---------------------------------------- | ------- | -------------- | --------- | ------------- |
| vers 1542                                |         | Hild Christman |           |               |
| vers 1609-1610                           |         | Wendel Werner  |           |               |
| vers 1613                                |         | Lorentz Bader  |           | maire en 1609 |
| vers 1619-1624                           |         | Michel Steiner |           |               |
| vers 1728                                |         | Steffen Lagra  |           |               |
| Les données manquantes sont à compléter. |         |                |           |               |

| Période                                  | Période | Identité            | Étiquette | Qualité       |
| ---------------------------------------- | ------- | ------------------- | --------- | ------------- |
| fin XVe siècle                           |         | Arbogast            |           | maire         |
| 1542                                     |         | Wolff Scherer       |           | maire         |
| 1543                                     |         | Peter Clebat        |           | maire         |
| 1544                                     |         | Lentz Jacob         |           | maire         |
| 1562                                     |         | Wolffgang Zehnacker |           | maire         |
| 1563                                     |         | Martzolff Lessinger |           | maire         |
| 1569                                     |         | Jerg Verber         |           | maire         |
| 1590                                     |         | Crispinus Gantz     |           | ancien maire  |
| 1591                                     |         | Hanns Eschbach      |           | nouveau maire |
| 1598                                     |         | Christmann Gerst    |           | maire         |
| 1609                                     |         | Michel Steiner      |           | ancien maire  |
| 1609                                     |         | Lorentz Bader       |           | nouveau maire |
| 1610                                     |         | Christmann Gerst    |           | maire         |
| 1615                                     |         | Niclaus Gantz       |           | nouveau maire |
| 1615                                     |         | Bernhard Sigel      |           | ancien maire  |
| 1619                                     |         | Emmerich Hess       |           | maire         |
| 1621                                     |         | Niclaus Gantz       |           | nouveau maire |
| 1621                                     |         | Bernhard Sigel      |           | ancien maire  |
| 1624                                     |         | Hans Ulrich Wolff   |           | nouveau maire |
| 1624                                     |         | Hans Seyler         |           | ancien maire  |
| Les données manquantes sont à compléter. |         |                     |           |               |

## Sources
1. ↑  Fleckenbuch pages 1 à 8
2. ↑  Fleckenbuch page 15
3. ↑  Fleckenbuch page 25
4. ↑  Fleckenbuch pages 25, 26
5. ↑  Fleckenbuch page 27
6. ↑  Fleckenbuch pages 28, 29
7. ↑  Fleckenbuch pages 29, 30
8. ↑  Fleckenbuch page 31
9. ↑  Fleckenbuch page 32
10. ↑  Fleckenbuch page 34
11. ↑  Fleckenbuch page 33
12. ↑  Fleckenbuch pages 33,36,54
13. ↑  Fleckenbuch page 35
14. ↑  Fleckenbuch pages 36,37
15. ↑  Fleckenbuch page 38
16. ↑  Fleckenbuch page 39
17. ↑  Fleckenbuch pages 41 à 44
18. ↑  Fleckenbuch page 44 à 46
19. ↑  Fleckenbuch pages 47 à 50
20. ↑  Fleckenbuch pages 58, 59
21. ↑  Fleckenbuch page 59
22. ↑  Fleckenbuch page 60
23. ↑  Fleckenbuch page 61
24. ↑  Fleckenbuch pages 51 à 53 et 55 puis pages 62 à 66
25. ↑  Fleckenbuch pages 55 et 56
26. ↑  Fleckenbuch page 11
27. ↑  Fleckenbuch pages 12, 13
28. ↑  Fleckenbuch page 18
29. ↑  Fleckenbuch pages 18, 19
30. ↑  Fleckenbuch pages 20, 21
31. ↑  Fleckenbuch pages   67, 68
32. ↑  écritures D, G, H, J
33. ↑  Fleckenbuch pages 78 et 84
34. ↑  Fleckenbuch page 69
35. ↑  Fleckenbuch pages 81, 82
36. ↑  Fleckenbuch pages 71 à 73